# Mlahsö jezik
Mlahsö jezik (ISO 639-3: lhs), izumrli istočnoaramejski jezik koji se nekada govorio u turskoj provinciji Diyarbakir, u selima Mlahsó i ’Ansha, a kasnije u Siriji u gradu Qamishli. Posljednji govornik (Ibrahim Hanna) umro je 1998., a njegova kćerka koja ovaj jezik poznaje gotovo je potpuno gluha što joj onemogućava komunikaciju.
Svoj jezik nazivali su suryoyo. Srodan mu je bio turoyo [tru].

## Vanjske poveznice
- Ethnologue (14th)
- Ethnologue (15th)